# Cheikhou Dieng
Cheikhou Dieng (ur. 23 listopada 1993 w Pikine) – senegalski piłkarz występujący na pozycji napastnika.

## Kariera klubowa
Karierę na poziomie seniorskim rozpoczął w czwartoligowym klubie AS Ndar Guedj z Saint-Louis, którego jest wychowankiem. W sezonie 2010 awansował ze swoim zespołem III ligi (National 1) i otrzymał funkcję kapitana drużyny. W marcu 2012 roku przeniósł się do norweskiego Sandefjord Fotball (Adeccoligaen). 28 kwietnia 2012 zadebiutował w nowym klubie w ligowym spotkaniu z Strømmen IF (1:1) i stał się od tego momentu zawodnikiem podstawowego składu. W sezonie 2014 wywalczył z Sandefjord awans do Tippeligaen. Zadebiutował w niej 6 kwietnia 2015 w wygranym 3:1 meczu przeciwko FK Bodø/Glimt. Na zakończenie sezonu 2015 Sandefjord spadł z norweskiej ekstraklasy, zajmując ostatnie miejsce w tabeli. Zbiegło się to z zakończeniem kontraktu Dienga, który oznajmił odejście z zespołu.

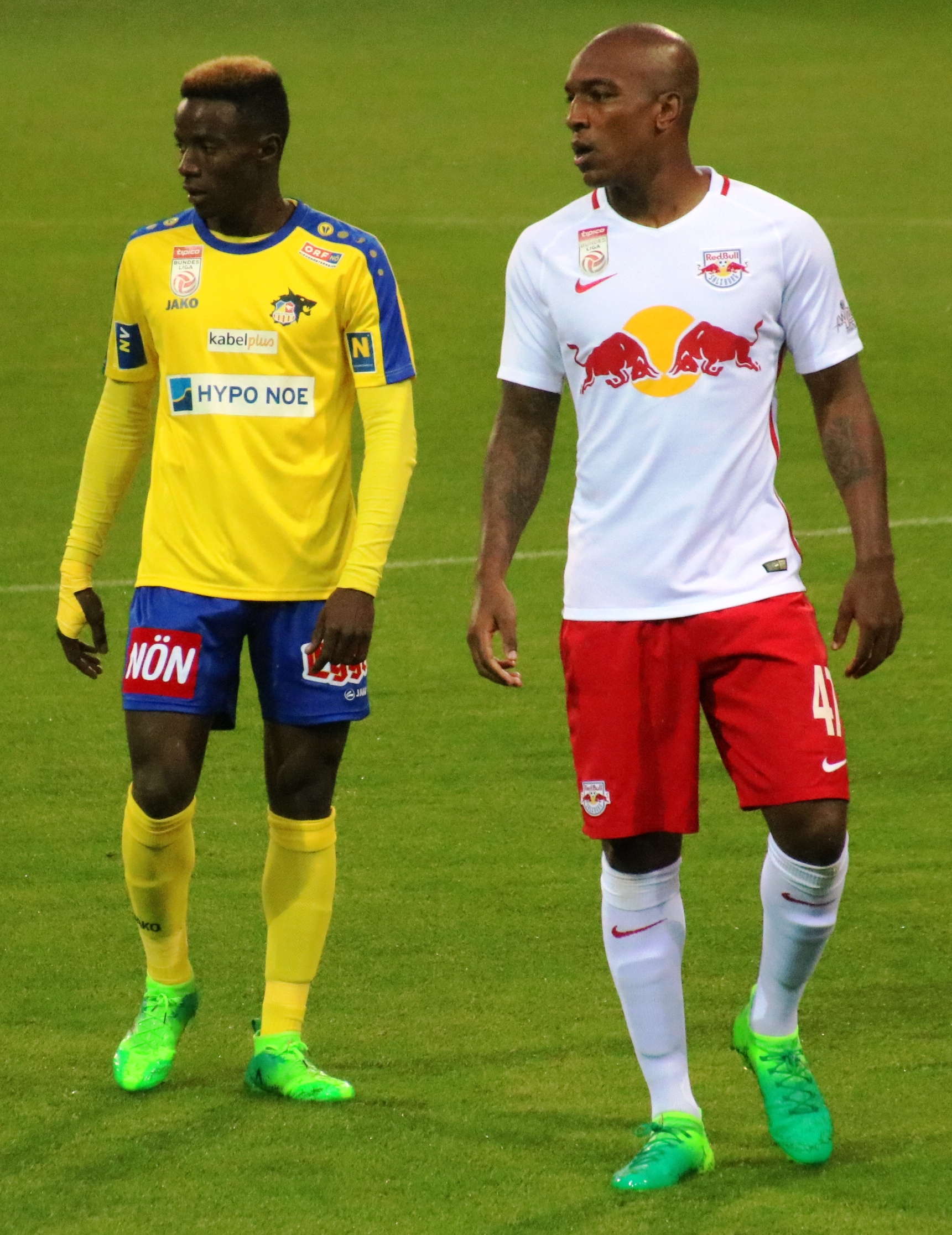
Cheikhou Dieng (z lewej) i Andre Wisdom w meczu SKN St. Pölten – Red Bull Salzburg

W styczniu 2016 roku jako wolny agent przeszedł do SKN St. Pölten. Na zakończenie sezonu 2015/16 uzyskał w jego barwach awans do Bundesligi i wkrótce po tym został kupiony przez İstanbul Başakşehir (Süper Lig), z którym podpisał trzyletnią umowę. 18 sierpnia zadebiutował w europejskich pucharach w meczu z Szachtarem Donieck (1:2) w kwalifikacjach Ligi Europy. 21 sierpnia 2016 zaliczył swój jedyny występ w tureckiej ekstraklasie w spotkaniu z Fenerbahçe SK (1:0).
W styczniu 2017 roku powrócił do SKN St. Pölten na półroczne wypożyczenie. 11 lutego zadebiutował w austriackiej Bundeslidze w przegranym 0:2 meczu z Red Bullem Salzburg. W rundzie wiosennej sezonu 2016/17 zanotował 13 występów i zdobył 1 gola. Latem 2017 roku wypożyczono go do MKE Ankaragücü, gdzie rozegrał 7 spotkań w 1. Lig. Wraz z nadejściem 2018 roku Dieng powrócił na półtora miesiąca do İstanbul Başakşehir, po czym odszedł na wypożyczenie do Spartaka Subotica. 25 lutego rozegrał pierwszy mecz w SuperLidze przeciwko FK Crvena zvezda (1:2). W rundzie wiosennej sezonu 2017/18 zaliczył łącznie 8 ligowych występów. W sierpniu 2018 na zasadzie rocznego wypożyczenia został zawodnikiem Wacker Innsbruck, dla którego rozegrał 26 spotkań i zdobył 4 bramki. Na zakończenie sezonu 2018/19 jego zespół spadł do 2. Ligi.
Po wygaśnięciu jego umowy z İstanbul Başakşehir przez pół roku pozostawał bez klubu. W styczniu 2020 roku odbył testy w Wolfsberger AC, po których podpisał kontrakt. W latach 2020–2022 rozegrał dla tego zespołu 50 ligowych spotkań i strzelił 5 goli. W lutym 2022 roku został graczem Zagłębia Lubin prowadzonego przez Piotra Stokowca. 5 marca zadebiutował w Ekstraklasie w meczu przeciwko Piastowi Gliwice (0:0), w którym wszedł na boisko w 77. minucie.

## Kariera reprezentacyjna
We wrześniu 2015 roku wywalczył z reprezentacją Senegalu U-23 złoty medal na Igrzyskach Afrykańskich 2015. W spotkaniu półfinałowym przeciwko Kongo (3:1) zdobył bramkę przewrotką. W meczu finałowym z Burkina Faso (1:0) zaliczył asystę przy golu Moussy Seydiego. W listopadzie 2015 roku Dieng został powołany na Puchar Narodów Afryki U-23 w Senegalu. Na turnieju tym zaliczył on 3 występy i dotarł ze swoją reprezentacją do półfinału.

## Sukcesy
Senegal U-23
- złoty medal igrzysk afrykańskich: 2015[13]